# Steeve Yago
Steeve Farid Yago (* 16. prosince 1992 Sarcelles) je profesionální fotbalista z Burkiny Faso, který hraje na pozici pravého obránce za kyperský klub Apollon Limassol a za reprezentaci Burkiny Faso.

## Klubová kariéra
V seniorském fotbale debutoval v dresu francouzského klubu Toulouse FC v roce 2012.

## Reprezentační kariéra
V seniorské reprezentaci Burkiny Faso debutoval v roce 2013.
Zúčastnil se Afrického poháru národů 2015 v Rovníkové Guineji.